# Kärlek på flykt
Kärlek på flykt (originaltitel: L'Amour en fuite) är en fransk film från 1979 som är skriven, producerad och regisserad av François Truffaut. Det är den fjärde och sista långfilmen med Truffauts alter ego Antoine Doinel, spelad av Jean-Pierre Léaud.

François Truffaut och Claude Jade på premiären av deras tredje gemensamma film Kärlek på flykt, 1979

## Handling
Antoine Doinel (Jean-Pierre Léaud), nyseparerad från sin fru Christine (Claude Jade), skriver en bok om sina romanser. 

## Rollista i urval
- Jean-Pierre Léaud – Antoine Doinel
- Claude Jade – Christine Doinel
- Marie-France Pisier – Colette
- Dorothée – Sabine Barnerias
- Dani – Liliane